# Сирецько-Садова вулиця
Сире́цько-Садо́ва ву́лиця — вулиця в Подільському районі міста Києва, житловий масив Квітництво. Пролягає від вулиці Івана Виговського до Берковецького кладовища та вулиці Стеценка.
За проєктом майбутньої забудови, вулицями має утворити перехрестя із вулицею Северина Наливайка.

## Історія
Вулиця виникла в середині XX століття як продовження Сирецької вулиці. Назва — від дачної місцевості, через яку проходить вулиця.
До вулиці не приписано жодного будинку. Лівий, непарний бік вулиці займають садово-дачні ділянки, правий — гаражні кооперативи, які відносяться до вулиці Івана Виговського.